# Hydriertes Poly-1-decen
Hydriertes Poly-1-decen ist ein Lebensmittelzusatzstoff, der in der Europäischen Union mit E 907 gekennzeichnet ist. Er wird als Überzug für Zucker- und Süßwaren verwendet.

## Eigenschaften
Bei dem hydrierten Poly-1-decen handelt es sich um einen Lebensmittelzusatzstoff, der nicht wasserlöslich und nur mäßig löslich in Ethanol ist.
Es wird künstlich synthetisiert und besteht aus Kohlenwasserstoffen verschiedener Länge. Die Eigenschaften des Poly-1-decens ähneln denen von natürlichem Öl, es kann jedoch nicht ranzig werden.

## Herstellung
Das Wachs wird durch die Polymerisation von reinem 1-Decen mit anschließender Hydrierung mit Wasserstoff bis zur vollständigen Sättigung synthetisiert. Beide Schritte werden ohne die Verwendung eines Katalysators durchgeführt. Das Rohprodukt wird durch eine Filtration über aktiviertem Tonmineral gereinigt.

## Verwendung
Das Poly-1-decen fungiert hauptsächlich als Überzugsmittel. Da es sich hierbei um einen künstlich hergestellten Lebensmittelzusatzstoff handelt, steht dieser bei der Lebensmittelherstellung nur eingeschränkt zur Verfügung. Er darf ausschließlich verwendet werden, um Lebensmittel wie beispielsweise Trockenfrüchte und Süßwaren zu überziehen.
Das hydrierte Poly-1-decen kann auch als technischer Hilfsstoff eingesetzt werden. Das bedeutet, dass er nur als Formtrennmittel verwendet wird. In diesem Fall muss die Verwendung nicht deklariert werden.

## Rechtliche Situation
In der Europäischen Union sind die Lebensmittelzusatzstoffe gemäß dem Anhang II der Verordnung (EG) Nr. 1333/2008 (Stand August 2021) sowie in der Schweiz, gemäß der Zusatzstoffverordnung (ZuV) (Stand: Juli 2020) aufgelistet. Das hydrierte Poly-1-decen ist weiterhin zugelassen und wird auf der Zutatenliste als dieses deklariert oder durch die Angabe der E-Nummer kenntlich gemacht. Es besteht eine Höchstmengenbeschränkung von 2 Gramm pro Kilogramm Lebensmittel wie beispielsweise Trockenfrüchte und Zuckerwaren.

## Gesundheitliche Risiken
Das hydrierte Poly-1-decen gilt als gesundheitlich unbedenklich und wird unverändert aus dem Körper ausgeschieden. Es wurde ein Wert für die erlaubte Tagesdosis von 6 Milligramm pro Kilogramm Körpergewicht festgelegt.